# Феня
Феня — мова, що сформувалася в Московії в епоху Середньовіччя і спочатку використовувалася бродячими торговцями офенями. Офені створили власну мову, придумавши нові корені і залишивши традиційну московську морфологію, і використовували мову для спілкування «не для чужих вух». Згодом мову було перейнято кримінальним середовищем, і на даний час фенею називається злодійський жаргон (розмовляти такою мовою — «ботати по фені»).
В Росії виникло професійне співтовариство, яке використовувало таємну мову — жгони, заволзькі «шаповали» — виробники валянок. [уточнити]